# 七戸駅
七戸駅（しちのへえき）は、かつて青森県上北郡七戸町字笊田にあった、南部縦貫鉄道南部縦貫鉄道線の駅（終着駅）である。南部縦貫鉄道線の廃止に伴い、2002年（平成14年）8月1日付けで廃駅となった。
七戸町の中心駅であったが、町の中心からはかなり離れていたため利用者は少なかった。

## 歴史

### 年表
- 1962年（昭和37年）10月20日：開業。
- 1997年（平成9年）5月6日：鉄道路線休止に伴い営業停止。
- 2002年（平成14年）8月1日：鉄道路線廃止に伴い廃駅。

### 新幹線との接続構想
東北新幹線は南部縦貫鉄道の盛田牧場前駅 - 営農大学校前駅間を通っている。このため、かつては東北新幹線の七戸十和田駅（当時の仮称は七戸駅）を、同鉄道と連絡できるように設置する計画があった。
接続計画は同新幹線の盛岡駅以北への延伸が正式決定する前から存在したが、延伸決定の先送りなどで開業が遅れる間に南部縦貫鉄道が廃止され、接続計画も消滅した。実際、開業した七戸十和田駅は営農大学校前駅からわずか徒歩5分ほどの距離にある。なお、七戸十和田駅と南部縦貫鉄道七戸駅とは直線距離で2.5 km以上離れている。

## 駅構造
相対式ホーム2面2線を有する地上駅で直営駅。これは同鉄道では、野辺地駅を除くとこの駅だけであった。構内に機関区を有し、コンクリート造りで2階建ての大きな駅舎を併設していた。駅舎内には南部縦貫鉄道本社が入居するほか、売店もあった。

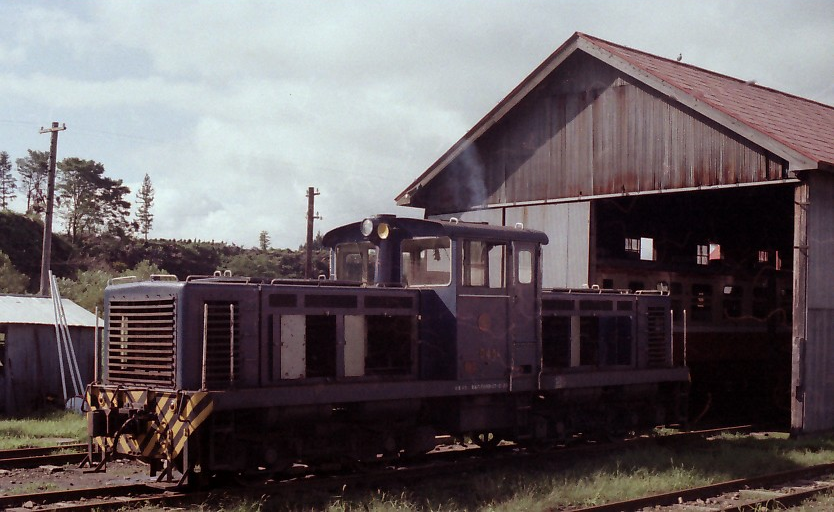
構内の機関区（1983年）
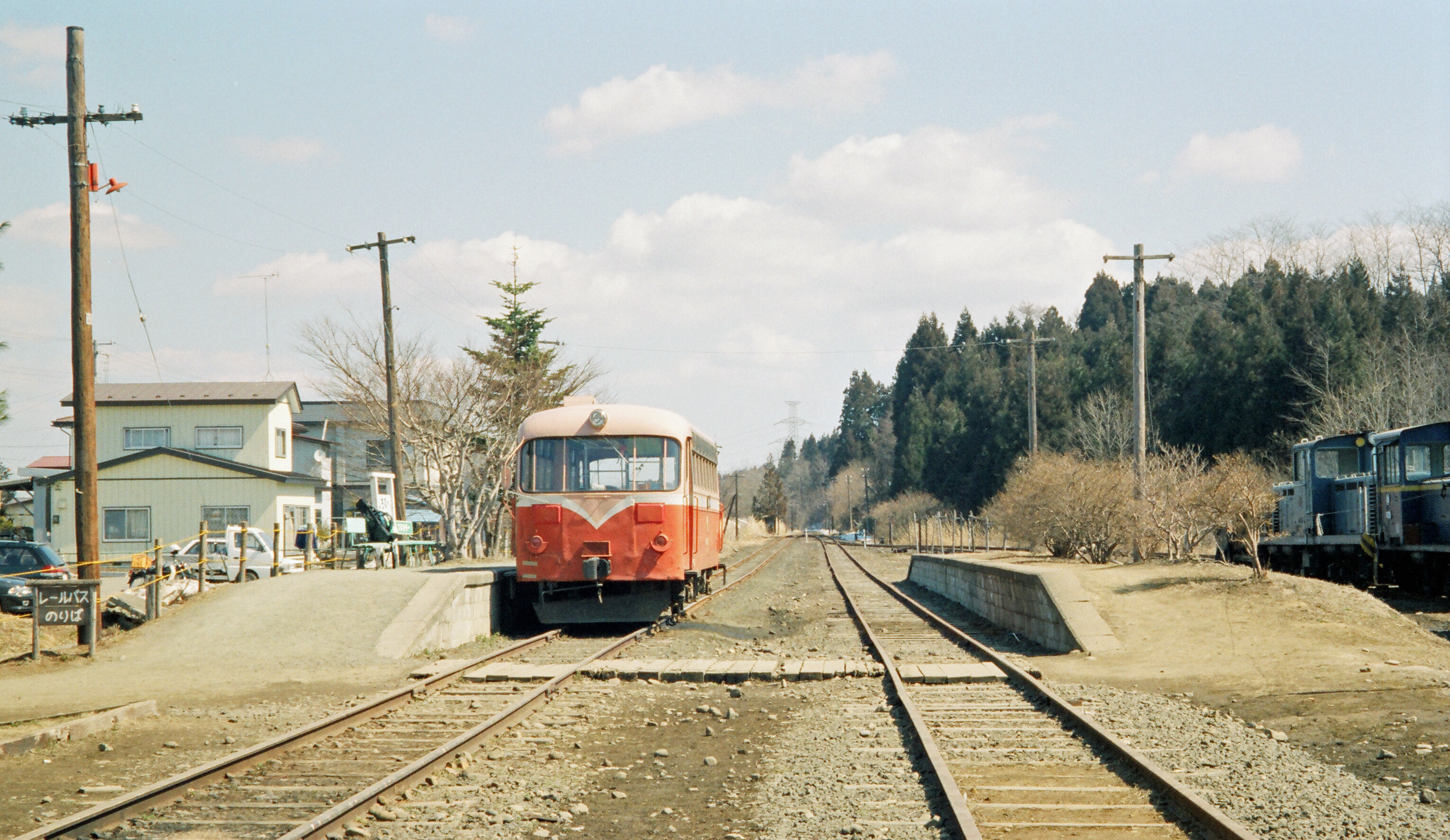
ホーム（1997年3月）

## 現状
南部縦貫レールバス愛好会が中心となって当駅とキハ10形レールバスを動態保存しており、毎年大型連休などにイベント（体験乗車・夕暮れ撮影会・一般公開）が開催されている。

## アクセス
路線バス
- 東北新幹線七戸十和田駅から十和田観光電鉄バス。
  - 「七戸案内所」停留所下車、徒歩10分[1]。
  - 「笊田川久保」停留所下車、徒歩5分[1]。
  - 「あすなろ温泉前」停留所下車、徒歩2分[1]。

他の交通手段
- 東北新幹線七戸十和田駅からタクシーで約5分前後、自転車で約15分、徒歩で約40分[1]。

## その他
- 金冠堂の外用薬、「キンカン」のテレビCM（1990年代中盤制作。アニメ作品）内に登場するレールバスは、南部縦貫鉄道のキハ10形レールバスがモデルとなっている[3]。
- 近隣には七戸バイパス（国道4号）がある。
- 路線休止間際の1994年10月4日、駅から至近の位置にジャスコ七戸店が開店した。同店では南部縦貫鉄道線休止記念の写真展などの催しも行われたが[4]、イオン七戸十和田駅前店への移転のため2011年8月31日をもって閉店した後、建物は取り壊された。

## 隣の駅
南部縦貫鉄道
南部縦貫鉄道線
盛田牧場前駅 - 七戸駅